# Serhij Żurawlow
Serhij Mykołajowycz Żurawlow (ukr. Сергій Миколайович Журавльов, ros. Сергей Николаевич Журавлев, Siergiej Nikołajewicz Żurawlow; ur. 24 kwietnia 1959 w Briance, w obwodzie woroszyłowgradzkim, ZSRR, obecnie Ukraina, zm. 4 marca 2025) – ukraiński piłkarz, grający na pozycji obrońcy. Mistrz sportu kategorii międzynarodowej (od 1980).

## Kariera piłkarska

### Kariera klubowa
Wychowanek zespołu Zoria Woroszyłowgrad. W 1979 jako 20 latek debiutował w podstawowym składzie Dynama Kijów. Z nim też odnosił największe sukcesy: Mistrzostwo ZSRR w 1980 i 1981 oraz krajowy puchar w 1982. W 1985 przeszedł do Szachtara Donieck. Potem jeszcze krótko występował w zespołach Metalist Charków, Nistru Kiszyniów, Podillia Chmielnicki, aby w 1987 powrócić do drużyny, w której zaczynał karierę – Zorii Woroszyłowgrad. W tymże roku zakończył karierę piłkarską.

## Kariera trenerska
Pracował jako główny trener grupy młodych piłkarzy DJuFSz Dynamo Kijów im. Walerego Łobanowskiego.